# Moorden op Abigail Williams en Liberty German
Op 14 februari 2017 werden de lichamen van Abigail Williams (23 juni 2003 – 13 februari 2017) en Liberty German (27 december 2002 – 13 februari 2017) ontdekt nabij de Monon High Bridge Trail, die deel uitmaakt van de Delphi Historic Trails in Delphi, Indiana, Verenigde Staten, nadat de jonge meisjes de vorige dag van hetzelfde pad waren verdwenen.
De moorden hebben veel media-aandacht gekregen omdat op Germans smartphone een video- en audio-opname werd gevonden van een persoon die vermoedelijk de moordenaar van de meisjes was.